# Gompholobium knightianum
Gompholobium knightianum är en ärtväxtart som beskrevs av John Lindley. Gompholobium knightianum ingår i släktet Gompholobium och familjen ärtväxter. Inga underarter finns listade i Catalogue of Life.